# Riu Pollós
De Riu Pollós is een rivier in Arinsal in de Andorrese parochie La Massana. De rivier ontstaat door de samenvloeiing van de Riu de Comapedrosa en de Riu del Pla de l'Estany, die respectievelijk naar de bergen Pic de Comapedrosa en Pic del Pla de l'Estany zijn genoemd. In Arinsal bevindt zich de samenvloeiing van de Riu Pollós met de Riu de Comallemple; vanaf dat punt spreekt men van de Riu d'Arinsal, een zijrivier van de Valira del Nord. 
In Arinsal is een dijk over de Riu Pollós gebouwd. Net ten zuiden daarvan leidt de Pont Pedregat de secundaire weg CS-413, die Arinsal met zijn skistation verbindt, over de rivier. Over haar hele lengte wordt de Riu Pollós op haar linkeroever enkele tientallen meters boven de bedding gevolgd door een skipiste en het GR11-wandelpad richting de omgeving van de Pic de Comapedrosa, de hoogste berg van het land. De rivier ligt tussen 1470 en 1760 meter hoogte.

## Zijrivieren
Met de stroming mee monden in de Riu Pollós de volgende rivieren uit. Voor een beter begrip van het ontstaan van de rivier zijn de zijrivieren van de Riu de Comapedrosa en de Riu del Pla de l'Estany ook vermeld. 
- Riu de Comapedrosa
  - Riu de l'Estany Negre (bovenloop van de Riu de Comapedrosa; gevoed door het Estany Negre en de Basses de l'Estany Negre)
  - Canals de l'Alt (links)
- Riu del Pla de l'Estany
  - Riu del Bancal Vedeller (bovenloop van de Riu del Pla de l'Estany; gevoed door de Estanys Forcats)
    - Riu del Port Dret (l.) (gevoed door het Estany del Port Dret)
    - Riu de Montmantell (l.) (gevoed door de Estanys del Montmantell)

  - Canal de l'Alt (rechts)
  - Canal del Terrer Roig (r.)
  - Canals Males (r.)
- Canal Gran (r.)
- Torrent Ribal (l.)
- Torrent del Ruïder (l.)

## Afwatering
Riu Pollós → Riu d'Arinsal → Valira del Nord → Valira → Segre → Ebro → Middellandse Zee